# Peter von Hohenthal
Peter Freiherr von Hohenthal, seit 1790 Graf von Hohenthal, (* 2. September 1726 in Leipzig; † 14. August 1794 in Herrnhut) war kursächsischer Kreishauptmann und zuletzt Oberkonsistorialvizepräsident.

## Leben
Er war der Sohn des Geheimen Kriegsrats Peter Freiherr von Hohenthal auf Trossin und Wallendorf, Sohn von Peter Hohmann.
1748 kaufte er von Christoph Heinrich von Zaschnitz dessen beide Rittergüter Falkenberg/Elster und Schmerkendorf im Amt Liebenwerda. Außerdem erwarb er 1763 das Rittergut Kossa, 1766 das Vorwerk Knautnaundorf sowie 1769 das Erblehngut Döbernitz.
Verheiratet war er mit Dorothee Elisabeth geb. von Haeseler (auch: Häßler geschrieben!); der königlich-preußische Geheime Rat August von Haeseler auf Klosterhäseler und Gößnitz war ihr Vater.
1775 war er an der Einrichtung des Zucht- und Arbeitshauses in Zwickau beteiligt.
Peter Graf von Hohenthal wurde in der Erbgruft der Kirche Kossa beigesetzt, genauso wie seine Frau Dorothee Elisabeth (1725–1767). Hier liegt auch sein Vater Peter Freiherr von Hohenthal (1694–1763). Die Grab-/Gruftplatte mit Inschrift für die drei Personen befindet sich heute an der äußeren Saalsüdwand der Kirche Kossa.
Graf Peter hinterließ die beide Söhne Friedrich August Graf von Hohenthal (1750–1798) und Peter Carl Wilhelm Graf von Hohenthal. Ersterer übernahm die beiden Güter Falkenberg und Schmerkendorf, die nach seinem Tod 1798 an den jüngeren Bruder Peter, den Juristen und Politiker, fielen.